# Альберих I (король герулов)
Альберих I (ум. 292) — предполагаемый король вандалов и герулов, правивший в III веке. О нём почти ничего неизвестно из-за отсутствия исторических источников, но он отмечен как один из первых предполагаемых правителей вандалов и герулов. 
По некоторым данным он был отцом Визимара.